# Gruppo Sportivo
Gruppo Sportivo est un groupe néerlandais de new wave, originaire de La Haye.

## Histoire

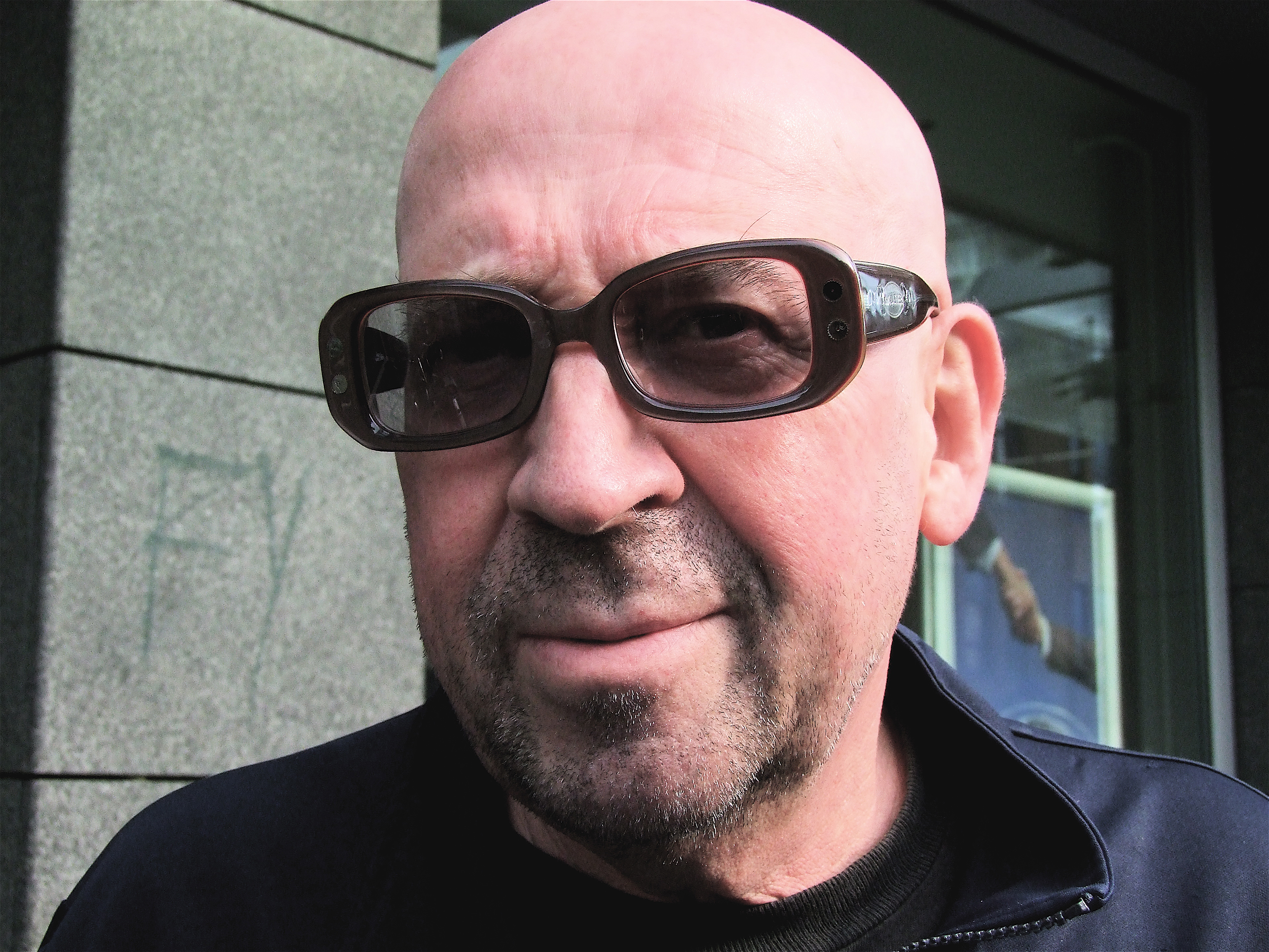
Hans Vandenburg en 2008.

En juillet 2020, Hans Vandenburg publie l'album solo Posthumourly While Alive. Lorsqui lui est demandé pourquoi il avait déjà sorti cet album posthume, il répond « parce que j'aime être là ». L'album est précédé du single et de la vidéo Mr. Smile. Edwin Hofman de Written in Music en fait l'éloge, résumant l'album comme étant « habile, accrocheur, plein d'esprit, amusant et varié ». Au cours de l'été, Vandenburg partage une mini-vidéo avec chaque chanson sur ses médias sociaux, qu'il a baptisée « eyetunes ». En septembre, elles apparaissent ensemble dans une seule vidéo, la bande-annonce de l'album Posthumourly. Le single When You Grow Old suit le même mois. 
En décembre 2021, Hans Vandenburg publie son « album pour enfants adultes » OK iPad sur les plateformes de streaming, y compris la nouvelle chanson De Slechtste Van De Klas, une traduction de son classique Bottom of the Class du Gruppo Sportivo, avec sa fille India (12 ans) aux chœurs. 3voor12 Den Haag qualifie le style musical de Hans Vandenburg de « folle et en même temps véridique ».
Début 2023, le groupe annonce qu'en raison du succès rencontré, une autre série de concerts suivrait en 2023 sous le nom de The Spotify Tour Refreshed, notamment au Luxor (Arnhem), au P60 (Amstelveen) et à De Muziekgieterij (Maastricht), ainsi que dans des lieux emblématiques où le groupe n'a pas joué depuis longtemps, notamment Het Paard à La Haye et au Paradiso d'Amsterdam. 
Le vendredi 13 octobre 2023, une semaine avant la fin du Spotify Tour Refreshed qui se déroule à guichets fermés au TivoliVredenburg d'Utrecht, P.S. I Love You sort, avec comme deuxième chanson Smartphone Surf, une reprise instrumentale du single Smartphone Song. 3voor12 écrit à propos de P.S. I Love You : « c'est un titre sulfureux et facile à écouter qui fera certainement revenir de nouveaux fans. La formule pop est tellement juste ici qu'après environ 3 minutes, on commence à chanter spontanément. Oui, on vous aime (toujours) » .
Sous la bannière « Let's Age On Stage », Gruppo Sportivo lance une nouvelle tournée le 2 mars 2024 aux Pays-Bas et en Belgique. La veille, un remake du premier single Out There In The Jungle est sorti sous le titre Out There In The Jungle (Again), avec une contribution du rappeur Master Surreal.
Le 1er avril 2024, le claviériste Peter Calicher décède après une brève maladie. S
Le vendredi 5 avril 2024, le groupe célèbre la mémoire de Calicher au De Boerderij de Zoetermeer, qui accueillait également la présentation déjà programmée de l'album Back To Nature, composé de six titres, avec le nouveau claviériste Len de Quant, âgé de 12 ans à l'époque et fils de l'ingénieur du son Toon de Quant. Il était encore à l'école primaire et secondaire (VMBO) lorsque son père l'emmenait aux concerts de Gruppo Sportivo. Au début, il effectue toutes sortes de petits boulots (genre roadie), mais il prend aussi des cours de musique auprès de Peter Calicher, et apprend à jouer lui-même les chansons de Gruppo Sportivo. Lorsque Calicher est tombé malade, il le remplace occasionnellement. Après le décès de Calicher, le groupe fait d'abord appel à un musicien professionnel parce que Len semblait trop jeune, mais il s'avère finalement être le meilleur remplaçant de Peter, et la décision est prise de continuer avec lui en tant que nouveau claviériste. 

## Discographie

### Albums studio
- 1977 : 10 Mistakes ( Or (x16)[7])
- 1978 : Back to 78 ( Platine (x3)[7])
- 1980 : Copy Copy
- 1981 : Pop! Goes the Brain (LP, Ariola)
- 1982 : Design Moderne (LP, Ariola)
- 1984 : Greatest Hats (LP compilation, Ariola)
- 1984 : Sombrero Times (LP, Nova Zembla)
- 1988 : Back to 19 Mistakes (CD, Ariola)
- 1989 : Sucker of the Century (LP, Jaws)
- 1992 : Young and Out (CD, VAN)
- 1994 : Sing Sing (album live, VAN)
- 2000 : Married with Singles (compilation, Double Dutch)
- 2004 : Topless 16 (CD, Play It Again Sam)
- 2006 : Rock Now, Roll Later! (CD, Play It Again Sam)
- 2011 : The Secret of Success (T2 Entertainment)
- 2017 : The Golden Years of Dutch Pop Music
- 2018 : Great

### Albums live
- 1978 : Rock 'n Roll
- 1979 : Disco Really Made It